# Зиновьев, Михаил Николаевич
Михаи́л Никола́евич  Зино́вьев (1929—2009) — передовик советского сельского хозяйства, звеньевой совхоза «Вельский» Вельского района Архангельской области, Герой Социалистического Труда (1973).

## Биография
Родился 24 ноября 1929 года в деревне Фёдоровская Вельского района Няндомского округа Северного края (ныне Усть-Вельского сельского поселения Вельского района Архангельской области) в семье Николая Харламовича и Александры Ивановны Зиновьевых. Отец и старший брат Александр, вернувшись с войны инвалидами, вскоре умерли.
Свою трудовую деятельность Михаил начал прицепщиком в сельхозартели «Раменье» от Вельской МТС. В 1949 году поступил в Вельскую школу механизации (ныне Вельский индустриальный техникум),  в 1950 году с отличием её окончил и вернулся в свой колхоз. В 1956—1957 годах переучился на тракториста дизельного трактора ХТЗ-30. В 1957 году женился.
В 1960 году М. Н. Зиновьев с женой и двумя детьми переехал на центральную усадьбу только что организованного совхоза-техникума «Вельский». С марта 1960 года он стал работать трактористом, с 1965 года — звеньевым механизированного звена по уборке картофеля в отделении № 1 совхоза-техникума «Вельский».
В те годы урожай картофеля, который удавалось получать на землях совхоза, составлял лишь 90—98 центнеров с гектара. М. Н. Зиновьев настойчиво вникал в тонкости своей профессии, что постепенно стало сказываться на результатах. Расчётливое использование техники, удобрений, посевного материала дало возможность повысить урожай до 160—170 ц/га. 
В 1969 году совместно с главным агрономом совхоза Брониславом Александровичем Скальским Зиновьев решил провести опыты на картофельном поле по внесению разных доз удобрений по заранее составленным картограммам. На 56 га было решено провести безотвальную вспашку глубиной 30—32 см), а на 16 га посадить картофель по гребням. Клубни картофеля, предназначенные под посев, подвергли яровизации как в плёночных теплицах, так и в хранилищах под лампами накаливания. В результате этого опыта они убедились в том, что безотвальная система пахоты имеет преимущество: поля при ней ровные, на поверхности нет глыб глины, быстрее прогревается земля, а всходы появляются дружнее. Особо хороший эффект дала безотвальная вспашка вместе с посадкой по гребням. При таком способе удалось вырастить картофеля по 210 ц/га, а участки, засаженные хорошо прояровизированными клубнями, дали урожайность до 300 ц/га.
С того момента звено Зиновьева стало применять только безотвальную вспашку, а семена помещать на яровизацию в плёночные теплицы. На 1 га поля вносили 40—45 т органических удобрений (навоз, торф) и 3,5 ц минеральных.
Большое внимание уделял М. Н. Зиновьев и технической стороне дела. Изучая журнал «Картофель и овощи», он следил за новинками в этой области и применял на практике некоторые удачные предложения, например, нарастил на своей картофелесажалке СН-4Б высоту бункера досками на 30 см и увеличил тем самым его ёмкость в два раза. Из того же журнала он узнал, что у культиваторов можно увеличить ёмкость для удобрений и нарастил подкормочные банки на своей машине, после чего они стали вмещать не полтора, а три ведра минеральных удобрений.
В зимний период отлично работал на ремонте сельскохозяйственной техники. Его звено каждый год добивалось экономии средств на ремонт за счёт качественного и своевременного проведения технического обслуживания и экономии горюче-смазочных материалов.
По итогам VIII пятилетки (1966—1970) Михаил Зиновьев был награждён орденом Трудового Красного Знамени.
С началом IX пятилетки (1971—1975) звено Зиновьева каждый год продолжало добиваться повышения урожайности на отведённых ему участках. Так, в 1971 году, при плане 150 центнеров с гектара, был получен урожай картофеля по 189 ц/га при средней урожайности в совхозе 163 ц/га. По итогам 1971 года его звено было награждено трактором «Беларусь», а звеньевой был делегирован в Москву на ВДНХ.
В 1973 году при обязательстве получить урожай картофеля по 190 ц получил по 225 ц/га, а валовой сбор составил 17461 центнеров при плановом сборе 11550 ц. Затраты труда на производство 1 центнера картофеля сократились в звене М. Н. Зиновьева с 2,25 человеко-часов до 1,82; почти на 10 % снизилась его себестоимость.
В совхоз «Вельский» приезжали перенимать опыт картофелеводы и механизаторы из многих других районов, в том числе из соседней Вологодской области. М. Н. Зиновьев награждался знаком «Ударник коммунистического труда», неоднократно поощрялся Почётными грамотами, его имя заносилось на Доску почёта. Был участником ВДНХ СССР, на которой был удостоен Золотой медали (1971).
Указом Президиума Верховного Совета СССР от 11 декабря 1973 года за большие успехи, достигнутые во Всесоюзном социалистическом соревновании, и проявленную трудовую доблесть в выполнении принятых обязательств по увеличению производства и продажи продуктов земледелия в 1973 году М. Н. Зиновьеву было присвоено звание Героя Социалистического Труда с вручением ордена Ленина и золотой медали «Серп и Молот».
В 1975 году вступил в КПСС.
Проживал в деревне Горка Муравьёвская Вельского района. До преклонного возраста помогал землякам в соседних деревнях вспахивать землю на своём личном тракторе.
Умер 17 июля 2009 года на 80-м году жизни. Похоронен на Вельском городском кладбище возле деревни Шиловская.

## Награды
- Медаль «Серп и Молот» (1973)
- Орден Ленина (1973)
- Орден Трудового Красного Знамени (1971)
- Медаль «В ознаменование 100-летия со дня рождения Владимира Ильича Ленина» (1970)
- Золотая медаль ВДНХ (1971)

## Семья
- Жена Павла Павловна Зиновьева (? — 1992) — уроженка Тарноги, агроном.
- Сын Владимир (род. 1958) окончил сельхозтехникум, трудился в совхозе.
- Дочь Татьяна (род. 1960) работала в учебной части совхоза-техникума[8].